# Модрича
Модрича (на босняшки Модрича, Modriča) е град в Република Сръбска, Босна и Херцеговина. Административен център на община Модрича в Босненска Посавина.

## История
Градът е споменат за първи път като населено място през 1323 г. в грамота на босненския бан Стефан II Котроманич, който за вярна служба дарявал на болярина Гъргур Степанич пет села в Усора: Чечава, Храстуш, Якеш, Волович и Модрич. Това дарение било заради успешно изпълнената мисия на болярина като пратеник в двора на българския цар Михаил III Шишман Асен, където той уговорил брака на Стефан Котроманич с българска принцеса.
По време на конфликтите с унгарците през 1393-1394 г. и сблъсъците между унгарците и османците в тази част на Босна местното население се оказва силно потърпевшо. Османците окончателно овладяват района на Модрича през 1536 г.

## Население
Населението на града през 1991 година е 10 454 души, а през 2013 г. – 10137 жители.

### Етнически състав
| Модрича               |                 |                |                |
| Година на преброяване | 1991.           | 1981.          | 1971.          |
| Мюсюлмани             | 5252 (50,23 %)  | 4815 (50,00 %) | 4910 (67,03 %) |
| Сърби                 | 2420 (23,14 %)  | 1841 (19,11 %) | 1428 (19,49 %) |
| Хървати               | 1.134 (10,84 %) | 838 (8,70 %)   | 732 (9,99 %)   |
| Югославяни            | 1347 (12,88 %)  | 1904 (19,77 %) | 154 (2,10 %)   |
| Други и неопределени  | 301 (2,87 %)    | 232 (2,40 %)   | 100 (1,36 %)   |
| Общо                  | 10 454          | 9630           | 7324           |

## Личности
Личности родени в Модрича са:
- Авдо Карабегович (1875-1908) – сръбски поет и общественик